# Katja Oldenburg-Schmidt
Katja Oldenburg-Schmidt (* 1959 in Pinneberg) ist eine deutsche Kommunalpolitikerin (parteilos). Seit 1. November 2014 ist sie Bürgermeisterin der Hansestadt Buxtehude (Niedersachsen).

## Ausbildung und beruflicher Werdegang
Nach dem Abitur studierte Oldenburg-Schmidt Jura an den Universitäten Hamburg und Freiburg. Am finanzwissenschaftlichen Lehrstuhl der Universität Hamburg war sie auch wissenschaftliche Mitarbeiterin. Nach dem Studium arbeitete sie in der Umweltbehörde der Stadt Hamburg und übernahm dann 1992 in der Stadt Buxtehude das Resort Recht und Ordnung. Ab 1994 war sie Geschäftsführerin der Gesellschaft, die die Grundstücke der Estetal-Kaserne vermarktete.

## Politische Karriere
2009 wurde sie vom Buxtehuder Stadtrat in das Amt der „Ersten Stadträtin“ gewählt. 
Am 25. Mai 2014 entschied sie die Wahl zur Bürgermeisterin von Buxtehude mit 59,6 % der Stimmen für sich. Sie trat ihr Amt am 1. November 2014 an.
Am 12. September 2021 wurde sie mit 66,1 % der Stimmen für weitere fünf Jahre im Amt bestätigt.

## Privates
Oldenburg-Schmidt ist verheiratet und hat eine Tochter.